# Аппаратное ускорение
В области компьютеризации под аппаратным ускорением понимают применение аппаратного обеспечения для выполнения некоторых функций быстрее по сравнению с выполнением программ процессором общего назначения. Примерами аппаратного ускорения может служить блоковое ускорение выполнения в графическом процессоре и инструкции комплексных операций в микропроцессоре.
Обычно процессоры выполняют работу последовательно, а инструкции выполняются по очереди. Для улучшения производительности применяются различные способы, и аппаратное ускорение — один из них.
Основное отличие аппаратного от программного заключается в параллельности, позволяя аппаратному обеспечению быть гораздо быстрее, чем программному. Аппаратные ускорители специально спроектированы для программного кода, создающего высокую вычислительную нагрузку. В зависимости от степени детализации, аппаратное ускорение может варьироваться от небольшой функциональной единицы до крупного функционального блока, как например, видеообработка в MPEG2.
Аппаратное обеспечение, выполняющее ускорение в виде отдельной единицы центрального процессора, называется аппаратным ускорителем, или чаще обозначается как графический ускоритель или ускоритель работы с плавающей точкой и т. д.